# Kanton Lencloître
Kanton Lencloître (fr. Canton de Lencloître) je francouzský kanton v departementu Vienne v regionu Poitou-Charentes. Skládá se z devíti obcí.

## Obce kantonu
- Cernay
- Doussay
- Lencloître
- Orches
- Ouzilly
- Saint-Genest-d'Ambière
- Savigny-sous-Faye
- Scorbé-Clairvaux
- Sossais